# The World of William Clissold
The World of William Clissold é um romance de H.G.Wells lançado originalmente em 1926.